# Рационализируемость
Рационализируемость (англ. rationalizability) — концепция решения в теории игр. Концепция задумана как набор минимальных ограничений, при которых игроки остаются рациональными и имеет место общее знание о рациональности каждого из участников. Иными словами, имеют место рациональность и общая вера в рациональность. В частности, концепция менее требовательна, чем равновесие Нэша, и совокупность равновесий в игре является подмножеством множества рационализируемых решений. Обе концепции требуют от игроков рационального (оптимального для них) ответа в рамках определённой веры относительно поведения соперников, однако концепция Нэша требует, чтобы веры были обоснованы, концепция рационализируемости — нет. Концепция возникла в 1984 году в работах Дугласа Бернхейма и Дэвида Пирса,

## Определение
Пусть имеется игра {\displaystyle (I,(S_{i},u_{i})_{i\in I})}, где {\displaystyle I} соответствует множеству игроков, {\displaystyle S_{i}} — множеству стратегий игрока i, {\displaystyle u_{i}} — полезности игрока i. Пусть {\displaystyle S_{i}^{0}=S_{i}\forall i}, то есть для каждого из игроков определено множество стратегий нулевой «итерации». Индуктивно определяются множества стратегий следующих «итераций», {\displaystyle S_{i}^{m+1}\forall m\geq 0}, куда включены стратегии, являющиеся лучшими ответами на предположения {\displaystyle \sigma _{-i}\in \Delta (S_{-i}^{m})}, где обозначение «-i» соответствует объектам, относящимся ко всем игрокам за исключением i-го. Множество
{\displaystyle S_{i}^{\infty }=\cap _{m\geq 0}S_{i}^{m}}
является множеством рационализируемых  стратегий игрока i.
Неформально идею концепции можно изложить следующим образом. На «нулевом» шаге — шаги проделываются мысленно и априори, поскольку ходы делаются одновременно — определяется исходное множество стратегий, совпадающее с множеством всех доступных игроку стратегий. Затем из исходного множества удаляются все те стратегии, которые не являются оптимальными ни при какой вере о действиях оппонентов. Именно здесь прослеживается понятие о рациональности игрока: будучи рациональным, он никогда не использовал бы стратегию, выигрыш от которой не был бы максимальным. Затем происходит итеративное удаление стратегий, которые субоптимальны (также при любой вере) уже в новых условиях — в отсутствие действий, удалённых их исходного множества на предыдущем шаге. На этом месте проявляется общее знание о рациональности каждого из участников: они никогда не изберут субоптимальную стратегию, поэтому рассматривать их в дальнейшем не имеет смысла. Процедура продолжается до тех пор, пока набор стратегий не стабилизируется, то есть новые итерации не приведут к удалению каких-либо действий. Если множества стратегий конечны, процедура в какой-то момент останавливается, позволяя получить непустое множество стратегий для каждого игрока. Они и называется рационализируемыми.

## Рационализируемость и строгое доминирование
Рационализируемость связана с понятием строго доминирования. Стратегия называется строго доминируемой, если существует смешанная стратегия {\displaystyle \sigma _{i}\in \Delta (S_{i})} такая, что
{\displaystyle u_{i}(\sigma _{i},s_{-i})>u_{i}(s_{i},s_{-i})\qquad \forall s_{-i}\in S_{-i}}
Известно, что при компактности множеств стратегий и непрерывности функций выигрыша стратегия строго доминируема, если не является лучшим ответом на какую бы то ни было веру о поведении оппонента. Следовательно, множество рационализируемых стратегий является ещё и продуктом итеративного исключения строго доминируемых стратегий.